# Marquise – Gefährliche Intrige
Marquise – Gefährliche Intrige (Originaltitel: Marquise) ist ein Historienfilm von Véra Belmont aus dem Jahr 1997, der als Koproduktion von Frankreich, Italien, Spanien und der Schweiz entstand. In der Hauptrolle ist Sophie Marceau als Marquise-Thérèse de Gorle zu sehen, die im 17. Jahrhundert als Darstellerin in Stücken Molières und Racines auftrat. Der Film wurde auch unter dem Titel Marquise – Die Rolle ihres Lebens veröffentlicht.

## Handlung
Lyon 1665: Die Tänzerin und Gelegenheitsdirne Marquise-Thérèse de Gorle betritt eine Marktbühne und lässt sich von ihrem umjubelten Tanz selbst von einem einsetzenden Gewitter nicht abhalten. Der Komödienschreiber Molière, der mit seiner Truppe derzeit in der Stadt weilt, ist von ihrer Tanzkunst beeindruckt. Sein Freund Gros-René, der als Darsteller auf komödiantische Nebenrollen spezialisiert ist, soll Marquise überzeugen, sich Molières Truppe anzuschließen. Zu diesem Zweck sucht Gros-René Marquise auf, als diese gerade mit einem Freier schläft. Fasziniert von ihrer Schönheit, macht Gros-René der Tänzerin einen Heiratsantrag. Marquise nimmt ihn an und reist mit der Schauspieltruppe nach Paris.

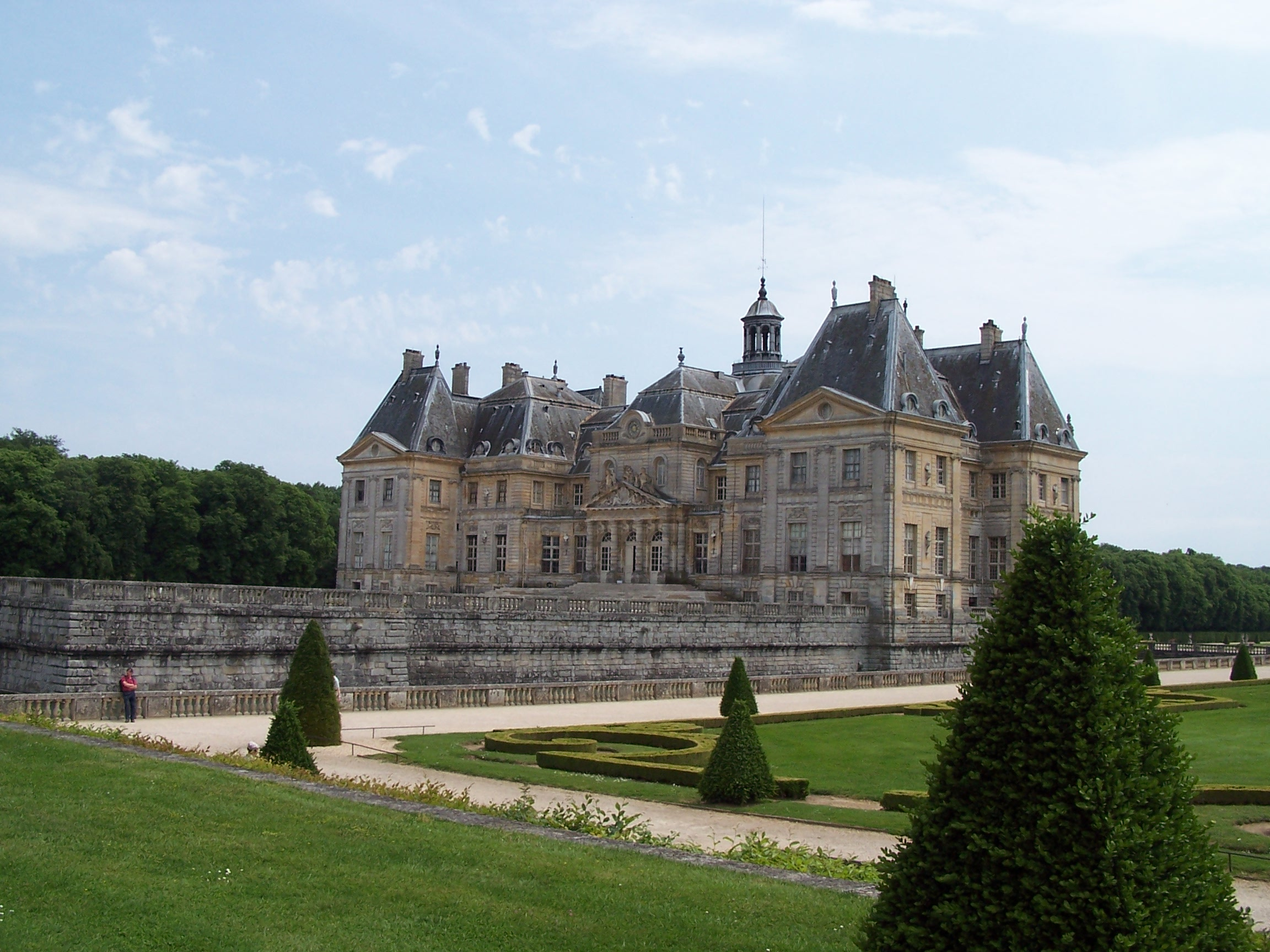
Schloss Vaux-le-Vicomte

Bei ihrem ersten Auftritt als Schauspielerin bringt Marquise kein Wort heraus und verlässt beschämt die Bühne. Bei einer Theateraufführung vor Monsieur, dem Bruder des Königs, darf Marquise daher nur tanzen. Das Publikum ist von ihr jedoch begeistert. Auch der junge Dramatiker Jean Racine ist augenblicklich von ihr angetan. Zum Verdruss Molières möchte Monsieur für seinen Bruder ein Ballett mit Marquise zur Aufführung bringen. Marquise will jedoch unbedingt als Schauspielerin auf der Bühne stehen und bietet Molière sogar ihren Körper an, damit er ihr eine Rolle gibt. Als sich Molière weigert, ihrem Wunsch nachzukommen, läuft Marquise weinend durch den Park von Schloss Vaux-le-Vicomte – in der Absicht, sich von einer Brüstung in einen See zu stürzen. Racine, der ihr gefolgt ist, hält sie davon ab. Marquise lässt sich schließlich überreden, am Abend für den König zu tanzen. Ludwig XIV. erkennt ihr Talent und lässt ihr ihren Fauxpas, beim Tanzen keine Unterwäsche zu tragen, großzügig durchgehen.
Als Nächstes wünscht sich der König eine Tragödie. Molière und seine Schauspieler, die sich als reine Komödianten betrachten, sind darüber frustriert. Bei den Proben für Antigone meint Marquise, dass nur sie für die Titelrolle geeignet sei, und zieht sich damit den Zorn ihrer Kolleginnen zu. Es ist schließlich Racine, der Marquise unter seine Fittiche nimmt und ihr das Schauspielen beibringt. Er verliebt sich in sie und schreibt ihr das Stück Andromache auf den Leib. Gros-René, dem Marquise angesichts seiner bedingungslosen Liebe zu ihr loyal ergeben ist, stirbt kurz darauf während einer Aufführung von Molières Der eingebildete Kranke. Marquise ist über seinen Tod untröstlich. Das Dienstmädchen Marie ermutigt sie schließlich, sich wieder der Schauspielerei zu widmen.
In der Rolle der Andromache gelingt Marquise der lang ersehnte Durchbruch. Auch Molière gratuliert ihr zu ihrer überzeugenden Darstellung. Als gefeierter Bühnenstar gehört Marquise fortan zum Gefolge des Königs. Obwohl sie mit Racine inzwischen zusammen ist, möchte sie mit Molière arbeiten und verschafft diesem eine Audienz beim König. Als sich die von Racine schwangere Marquise eine Erkältung einfängt und bei einem Auftritt ohnmächtig wird, übernimmt Marie die Rolle der Andromache. Marie, der Marquise die Rolle beigebracht hat, wird für ihre Darbietung noch mehr bejubelt als Marquise zuvor. Nach drei Tagen im Krankenbett begibt sich die noch immer erschöpfte Marquise zum Theater. Dass man sie so leicht ersetzen konnte, obwohl Racine ihr versprochen hatte, dass nur sie die Andromache spielen würde, bedrückt sie. Um das Kind in ihrem Leib abzutreiben, isst sie die Schokolade der Catherine Monvoisin. Während das Publikum Marie feiert, geht Marquise auf die Bühne. Traurig verkündet sie, die Andromache mit ihrem Herzblut gespielt zu haben, und bricht dann vor Schmerzen zusammen. Sie stirbt in den Armen Racines, der sie anschließend an den Zuschauern vorbeiträgt.

## Hintergrund

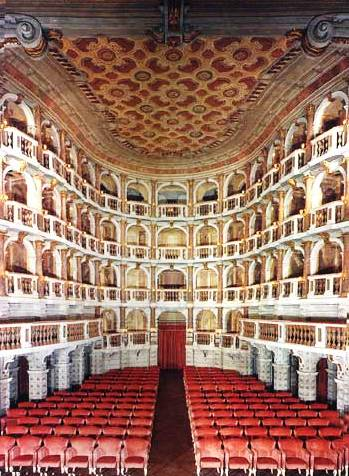
Das Teatro Scientifico in Mantua, ein Drehort des Films

Véra Belmont, die überwiegend als Produzentin beim Film tätig ist, lieferte mit Marquise – Gefährliche Intrige ihre vierte Regiearbeit. Die Dreharbeiten fanden hauptsächlich in Italien statt. In Mantua entstanden zahlreiche Szenen im Teatro Scientifico sowie im Palazzo Arrivabene und im Palazzo Ducale. In Sabbioneta wurden das Teatro all’antica und die Galerie des hiesigen Palazzo Ducale als Kulissen genutzt. Weitere Drehorte waren die Villa Mazzacorati in Bologna, der Palazzo Farnese in Caprarola sowie die Piazza dei Priori und die Via del Campanile in Narni. In Frankreich diente das Schloss Vaux-le-Vicomte als mehrfacher Schauplatz des Films. Das Szenenbild wurde von Gianni Quaranta gestaltet, die Kostüme entwarf Olga Berluti. Die Produktionskosten lagen bei 11,4 Millionen Euro.
Der Film wurde am 20. August 1997 in Frankreich uraufgeführt und im September 1997 bei den Filmfestspielen von Venedig und auf dem Toronto International Film Festival gezeigt. In Deutschland wurde er erstmals am 22. Mai 1998 auf Video veröffentlicht. 2006 erschien er unter dem Titel Marquise – Die Rolle ihres Lebens auf DVD.

## Kritiken
Das Lexikon des internationalen Films fand, dass der Film, „dessen Stilstreit zwischen Lust- und Trauerspiel durch den berauschenden Aufwand an Kostümen und Komparsen ironisch pointiert“ werde, zu Beginn hauptsächlich „auf licht- und bildkünstlerische Kompositionen bedacht“ sei, jedoch „im letzten Drittel durch die virtuose Regie eine überzeugende Emotionalität [erreicht]“.
Cinema lobte die „opulente Ausstattung“, von der Dramaturgie her sei der Film „jedoch schwach“. Es handle sich zusammengefasst um ein „[a]mbitioniertes, aber betuliches Drama“. Prisma zufolge sei es der „guten“ Besetzung vor allem mit Marceau, Bernard Giraudeau, Lambert Wilson und Thierry Lhermitte zu verdanken, dass „diese ab und zu etwas langatmig erzählte Geschichte dennoch beste Unterhaltung [bietet]“.

## Auszeichnungen
Beim AFI Fest 1997 konkurrierte der Film um den Großen Jury-Preis. Der spanische Komponist Jordi Savall erhielt 1998 eine Nominierung für den César in der Kategorie Beste Filmmusik. Der Film wurde zudem für den British Independent Film Award als bester ausländischer Independentfilm nominiert.

## Deutsche Fassung
| Rolle                     | Darsteller            | Synchronsprecher        |
| ------------------------- | --------------------- | ----------------------- |
| Marquise-Thérèse de Gorle | Sophie Marceau        | Judith Brandt           |
| Molière                   | Bernard Giraudeau     | Frank Glaubrecht        |
| Racine                    | Lambert Wilson        | Stefan Gossler          |
| Ludwig XIV.               | Thierry Lhermitte     | Wolfgang Condrus        |
| Catherine Monvoisin       | Anémone               | Barbara Schnitzler      |
| Jean-Baptiste Lully       | Remo Girone           | Jürgen Kluckert         |
| Floridor                  | Georges Wilson        | Friedrich W. Bauschulte |
| Monsieur                  | Franck de la Personne | Hans-Werner Bussinger   |
| Armande                   | Romina Mondello       | Bettina Weiß            |
| Marie                     | Estelle Skornik       | Carola Ewert            |